# Ferdinand Hartner
vitéz Ferdinand Hartner (Linvday) (madžarsko Hartner Nándor(vitez Lindvay Nándor), prekmurski veleposestnik, gerent (župan) Murske Sobote, državni poslanec v Madžarskem parlamentu, predsednik Prekmurske banke * 1894, Budimpešta, † 1975, Argentina.

## Življenjepis
Ferdinand Hartner se je rodil v Budimpešti leta 1894 kot Ferdinand Laval. Oče je bil francoskega porekla in oficir v avstro-ogrski vojski, mati pa nemškega porekla. Čeprav je bil katoličan je obiskoval evangeličansko gimnazijo v Bratislavi. Kljub temu, da ni imel madžarskih prednikov, si je pa v avstro-ogrski častniški šoli zelo privzgojil čut pripadnosti Madžarski. Kot oficir je sodeloval v prvi svetovni vojni, v kateri je prejel več odlikovanj. Na podlagi le teh mu je Horthy podelil naziv vitez. Po smrti Ferdinandovega očeta se je njegova mati poročila s prekmurskim veleposestnikom in industrialcem Gezo Hartnerjem, ki je Ferdinanda tudi posvojil.
Ferdinand Hartner je bil gerent (župan) Murske Sobote, po smrti Geze Hartnerja pa je postal predsednik Prekmurske banke, ter podedoval grad gornjelendavski grad (grad Grad). Kot graščak gornjelendavskega gradu si je z dovoljenjem notranjega ministrstva med madžarsko zasedbo Prekmurja leta 1943 spremenil priimek v Lindvay, kar pomeni lendavski. Ob vkorakanju madžarske vojske v Prekmuje 16. aprila 1941 je bil eden izmed častnih govornikov ob sprejemu madžarske vojske v Murski Soboti. Po vrnitvi Prekmurja Madžarski se je udeležil prve seje županijske skupščine 19. maja 1941, ki so se je udeležili tudi drugi pomembni predstavniki soboškega okraja: József Radvány, poznejši okrajni glavar József Olajos, soboški župan Nándor Hartner, evangeličanski senjor István Kováts, katoliški dekan József Krantz, tovarnar Josip Benko, lekarnar Gyula Bölcs, trgovec Ferenc Kühár, posestnik József Kühár, kraljevi notar Miklós Pinter in predsednik obrtne zadruge István Szukits. Delegacija je bila zelo toplo pozdravljena, za pozdrave pa sta se posebej zahvalila Hartner, ki je govoril o "pravih čustvih vendskega ljudstva, ki ne želi biti narod niti manjšina ampak Madžar pri molitvi in delu" in senjor Kováts, ki je opisoval "radost vendskega ljudstva, da se je po dolgem trpljenju osvobodilo in povrnilo v svojo tisočletno domovino". Leta 1942 je bil imenovan za državnega poslanca v Madžarskem parlamentu. Ob vkorakanju Rdeče armade v Mursko Soboto leta 1945 je pravočasno pobegnil v Avstrijo, kjer je ostal nekaj let. Nato se je preselil v Argentino, kjer je leta 1975 tudi umrl. 
Po vojni je bil Hartner v odsotnosti obsojen na smrt z obešanjem. Hartnerjevo obsodbo je slovensko vrhovno sodišče 2012 razveljavilo. Njegovi hčerki, ki je živela v Avstriji, Elizabeti Wurth, je bilo vrnjeno tudi premoženje - Hartnerjeva vila v Murski Soboti, Grad na Goričkem, nekaj hiš na Goričkem, žaga in okrog 460 hektarjev gozdov, njiv in travnikov.
Ferdinandu Hartnerju so se v zakonu z Elizabeto Bogsch rodili:
- Geza
- Elizabeta por. Wurth
- Alojzija Marija por. stotnik Edvard pl. Posfay de Nagy es Kis-Barkocz (sin Edvarda pl. Posfayja in Marije pl. Wallenfels)